# Estação Ploshchad 1905 Goda
Ploshchad Tysiatcha Deviatssot Piatogo Goda (em russo:  Площадь 1905 года, traduzido: «Praça em memória do ano 1905») é uma das estaçôes da linha Uralhskaia (Linha Verde) do Metro de Ecaterimburgo, na Rússia. Estação «Ploshchad Tysiatcha Deviatssot Piatogo Goda» está localizada entre as estaçôes «Dínamo» e «Gueologuitcheskaia».

## Ligaçôes externas
- «Metro de Ecaterimburgo, site oficial.» (em russo)